# David Mendieta
Ramón Eduardo David Mendieta Alfonso (ur. 4 maja 1988 w Ypacaraí) – paragwajski piłkarz występujący na pozycji lewego obrońcy, obecnie zawodnik meksykańskiego Chiapas.

## Kariera klubowa
Mendieta jest wychowankiem klubu 12 de Octubre z siedzibą w mieście Itauguá, w którym rozpoczął treningi w wieku piętnastu lat, natomiast po upływie pięciu sezonów został włączony do seniorskiej drużyny. W 2008 roku zadebiutował w jego barwach w paragwajskiej Primera División i niebawem wywalczył sobie miejsce w pierwszym składzie, lecz nie odniósł z tą drużyną żadnych osiągnięć, walcząc głównie o utrzymanie w najwyższej klasie rozgrywkowej. W lipcu 2009 za sumę 150 tysięcy euro przeszedł do portugalskiej Vitórii Guimarães, gdzie występował przez kolejne sześć miesięcy, jednak nie zdołał zanotować żadnego występu w lidze, wskutek czego udał się na półroczne wypożyczenie do Gondomar SC, występującego w rozgrywkach trzeciej ligi portugalskiej. W 2011 roku powrócił do ojczyzny, podpisując umowę z ekipą Club Guaraní ze stołecznego Asunción. Tam bez większych sukcesów spędził następny sezon, po czym odszedł do innego klubu ze stolicy, Sol de América, którego barwy jako kluczowy zawodnik reprezentował przez półtora roku.
Latem 2013 Mendieta został zawodnikiem meksykańskiej drużyny Chiapas FC z siedzibą w Tuxtla Gutiérrez.
| Sezon     | Klub           | Kraj       | Rozgrywki        | Mecze | Bramki |
| --------- | -------------- | ---------- | ---------------- | ----- | ------ |
| 2008      | 12 de Octubre  | Paragwaj   | Primera División |       |        |
| 2009      | 12 de Octubre  | Paragwaj   | Primera División | 9     | 1      |
| 2009/2010 | Vitória SC     | Portugalia | Primeira Liga    | 0     | 0      |
| 2009/2010 | Gondomar SC    | Portugalia | Segunda Divisão  | 5     | 0      |
| 2011      | Club Guaraní   | Paragwaj   | Primera División | 17    | 0      |
| 2012      | Sol de América | Paragwaj   | Primera División | 31    | 5      |
| 2013      | Sol de América | Paragwaj   | Primera División | 15    | 3      |
| 2013/2014 | Chiapas FC     | Meksyk     | Liga MX          |       |        |

## Kariera reprezentacyjna
W seniorskiej reprezentacji Paragwaju Mendieta zadebiutował za kadencji selekcjonera Víctora Genesa, 15 października 2013 w przegranym 1:2 meczu z Kolumbią w ramach eliminacji do Mistrzostw Świata 2014, nieudanych ostatecznie dla jego drużyny.